# Sneslev
Sneslev ist ein Ort auf der dänischen Insel Seeland. Er gehört zur Gemeinde Ringsted in der Region Sjælland und zählt 408 Einwohner (Stand 1. Januar 2023).

## Verwaltungszugehörigkeit
- bis 31. März 1970: Landgemeinde Sneslev, Sorø Amt
- 1. April 1970 bis 31. Dezember 2006: Ringsted Kommune, Vestsjællands Amt
- seit 1. Januar 2007: Ringsted Kommune, Region Sjælland

## Geschichte
und Lodneshøj